# Hulanna
Hulanna fou un riu de l'Imperi Hitita, no localitzat però situat al centre de l'imperi, vers l'oest o nord-oest d'Hattusa. El riu donava nom a tota la regió. El territori es va revoltar contra el rei Ammunas a la meitat del segle xvi aC. Vers el 1370 aC fou atacada pels kashkes i recuperada pel rei Tudhalias III poc després.
Vers el 1300 aC la regió va quedar inclosa entre les terres cedides a Hattusilis per son germà Muwatallis II, amb les quals es va formar el regne vassall d'Hakpis.